# Limaciopsis
Limaciopsis Engl. – rodzaj roślin z rodziny miesięcznikowatych (Menispermaceae). Obejmuje 2 gatunki występujące naturalnie w strefie tropikalnej Afryki.

## Systematyka
Pozycja systematyczna według APweb (aktualizowany system APG III z 2009)
Rodzaj z rodziny miesięcznikowatych (Menispermaceae).
Wykaz gatunków
- Limaciopsis banguensis Engl.
- Limaciopsis loangensis Engl.